# Dayan Otchir Khan
Pour l’article homonyme, voir Dayan Khan.
Dayan Otchir Khan (mongol bichig : ᠳᠠᠶᠠᠨ
ᠸᠴᠢᠷ
ᠬᠠᠨ, cyrillique : Даян Очир хан, translittération latine : Dayan оchir Khan), également appelé en tibétain Tenzin Dorje (tibétain : བསྟན་འཛིན་རྡོ་རྗེ, Wylie : Bstan 'dzin rdo rje), fils de Güshi Khan, est un khan mongol, khan (roi) des Qoshots - Oïrats. Il régna entre 1655 et 1668 sur le Khanat qoshot.
En 1655, après la mort de Güshi Khan, qui après avoir tué le roi du Tibet, Tsangpa desi, place Lozang Gyatso comme 5e Dalaï Lama et au pouvoir du Tibet. En retour celui-ci avait nommé Güshi Roi du tibet et nomme donc également Tenzin Dorje nouveau khan mongol régnant sur le Tibet.
En 1667, une armée de Mongols du Kokonor se déplace vers Xining, proche de la frontière et tiennent un siège sur la ville. Cependant, ils abandonnent à l'approche des troupes chinoises.
Lorsqu'il meurt vers 1670, Son fils, Gonchig Dalaï Khan, lui succédera.